# Helius procerus
Helius procerus är en tvåvingeart som beskrevs av Alexander 1931. Helius procerus ingår i släktet Helius och familjen småharkrankar. Inga underarter finns listade i Catalogue of Life.